# ペーター・グリュッター
ペーター・グリュッター（ドイツ語: Peter Grütter、1942年6月30日 - ）は、スイス、ベルン出身のフィギュアスケート選手（男子シングル）。現在はコーチ。1964年インスブルックオリンピックスイス代表。
コーチとしては、これまでにステファン・ランビエール、サミュエル・コンテスティ等のヨーロッパを代表する選手を指導してきた。

## 指導した主な選手
男子シングル
- サミュエル・コンテスティ
- ステファン・ランビエール
- パオロ・バッキーニ
- ローラン・アルヴァレス

女子シングル
- クリステル・ポポヴィッチ
- ノエミ・シルベレ
- アンナ・オフチャロワ
- アリソン・クリステル・ペルティケト

## 主な戦績
| 大会/年      | 1963-64 |
| ------------ | ------- |
| オリンピック | 24      |